# Gijsbert Tersteeg

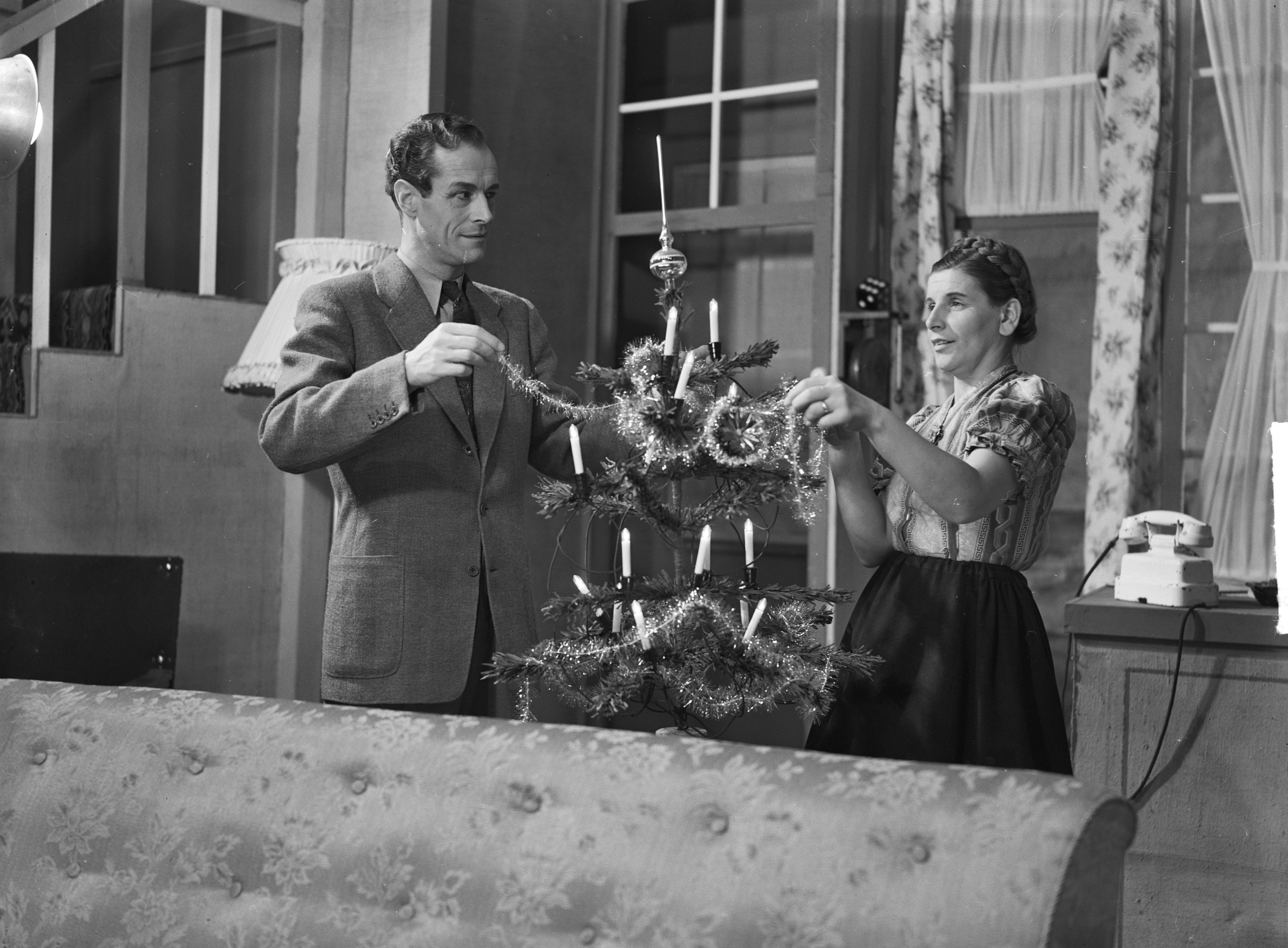
Gijsbert Tersteeg met Nell Koppen in 1949 in Zomer in december van James Liggat.

Herman Gijsbert Tersteeg (Den Haag, 11 mei 1905 - aldaar, 6 september 1985) was een Nederlands acteur, die in de jaren van 1936 tot 1977 in vele toneelstukken te zien was en ook speelde in films, televisiedrama en hoorspelen. 

## Leven en werk
Gijsbert Tersteeg was de tweede zoon van de voormalige beroepsofficier Johan Tersteeg (1873-1953), literator en later uitgever in Leiden, en Elizabeth Keus (1878-1945). Zijn ouders scheidden toen hij nog een tiener was. Na het behalen van zijn diploma aan het Stedelijk Gymnasium Leiden zat hij zes jaar in de handel. Omdat toneelspel hem meer trok, ging hij spelen bij het amateurgezelschap 'Het Atelier', dat hij met vrienden had opgericht. Hun regisseur was Louis van Gasteren (senior) in stukken van opkomende toneelschrijvers als Simon Gantillon (Le départ) en Jean Sarment (Le pêcheur d'ombres). Nadat Tersteeg gezakt was voor het toelatingsexamen van de toneelschool verliet hij Nederland. Zijn omzwervingen brachten hem in Düsseldorf, waar hij in het Schauspielhaus speelde onder Louise Dumont en Gustav Lindemann, daarna naar Parijs, waar hij onder Jacques Copeau lid was van de Compagnie des Quinze, naar München, waar hij lessen nam aan de theaterschool bij Otto Falckenberg en regieassistent werd bij het Residenz Theater, en ten slotte naar het Josefstädter Theater in Wenen. 
In het voorjaar van 1936 keerde Tersteeg terug naar Nederland. Hij werd geëngageerd door het Centraal Tooneel in Amsterdam, dat toen geleid werd door Cees Laseur. Zijn debuut was in september 1936 in Jongetje vindt meisje (Boy meets girl) van Bella en Samuel Spewack, met onder anderen Mary Dresselhuys. Tot zijn hoogtepunten behoorde in 1940 de titelrol in Shakespeares Hamlet onder regie van Eduard Verkade. Toen het Centraal Tooneel in 1946 werd opgeheven, sloot hij zich aan bij de Haagse Toneelgroep Comedia van Cor Hermus en Joan Remmelts. Begin jaren vijftig stapte hij over naar de Haagse Comedie van Cees Laseur en Paul Steenbergen, waar hij gold als een "Haagse" acteur bij uitstek. Hij speelde meestal bijrollen, bijvoorbeeld in Antigone (1959 en 1971) van Sophocles, Becket of De eer van God (1960) en De arrestatie (1975) van Jean Anouilh, Lessen in laster (1966) van Richard Sheridan, Rosencrantz en Guildenstern zijn dood (1968 en 1976) van  Tom Stoppard en 't Is voorbij (1971) van Edward Albee. Voor de rol van de nachtportier in De arrestatie werd hij in 1976 bekroond met de Arlecchino, de prijs voor de indrukwekkendste mannelijke ondersteunende rol van het seizoen in Nederland.
Hij speelde ook in films, in minstens 20 hoorspelen en in twee afleveringen van de tiendelige NCRV-televisieserie De kleine zielen (1969-1970), naar de romancyclus De boeken der kleine zielen van Louis Couperus.
Tersteeg heeft in zijn carrière sinds 1936 in zeker 120 toneelstukken gespeeld. Hij stopte in 1977 met acteren. Hij overleed in 1985 op 80-jarige leeftijd in zijn geboorteplaats Den Haag.

## Filmografie (inclusief radio- en televisiespelen)
- A Dog of Flanders (1959)
- De veroordeelde (1959)
- The Last Blitzkrieg (1959)
- De grijze vos (1968)
- Een handvol stof (1970)
- De brug van Estaban
- De man in de stalles
- Tussen twee werelden
- De kleinste liefde ter wereld (hoorspel)
- Dodendans (hoorspel)
- De kleine zielen (tv-serie, 1969-1970)
- Gedachten aan moord (1979)